# NEEMO

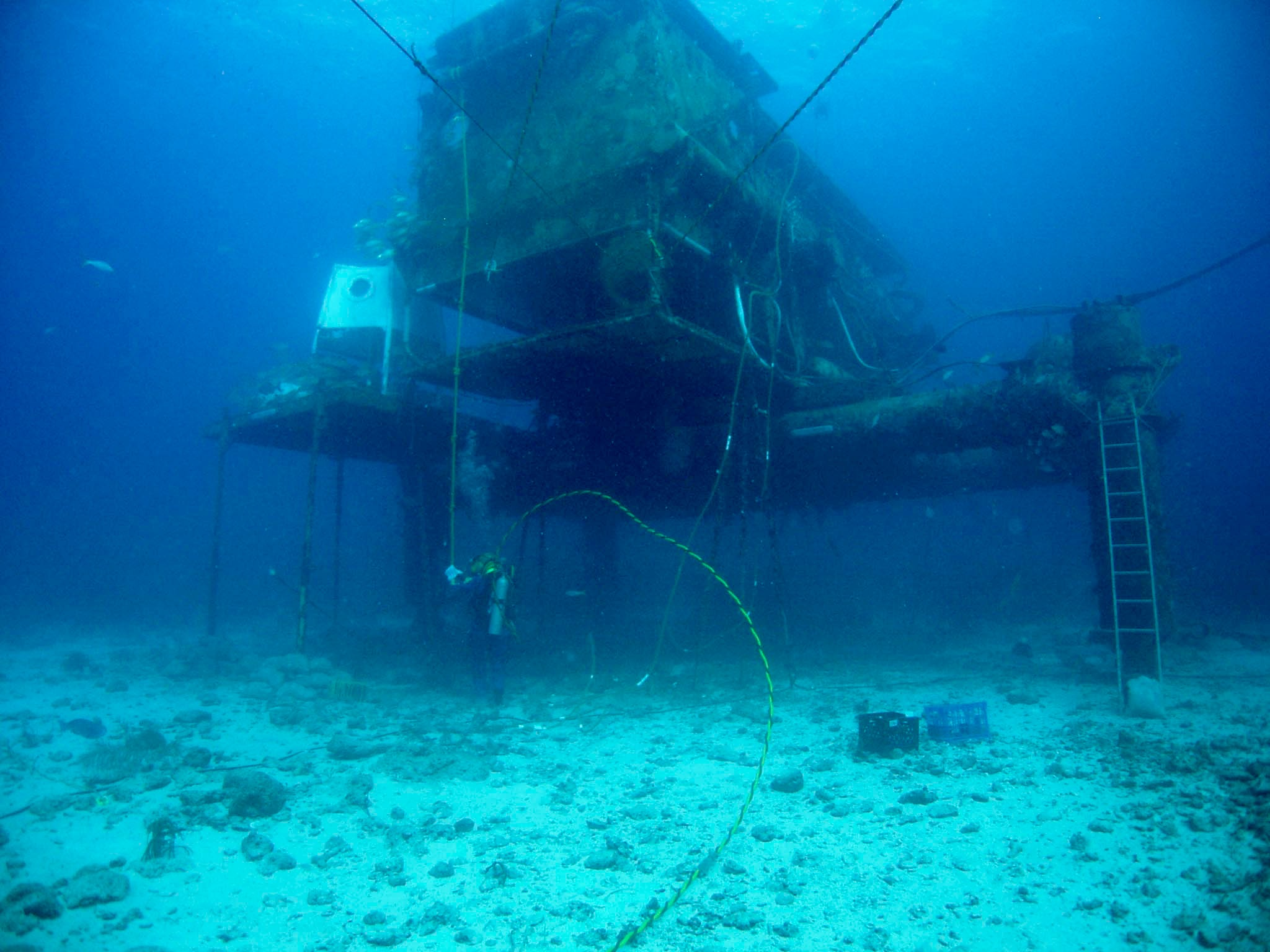
Vista esterna di Aquarius

NEEMO è un acronimo per NASA Extreme Environment Mission Operations, ed è un programma della NASA per lo studio della vita umana in un laboratorio sottomarino, Aquarius, al fine di preparare le future missioni di esplorazioni spaziali.

## Descrizione
Aquarius, è una abitazione sottomarina situata vicino a Key Largo, in Florida, ed è di proprietà del National Oceanic and Atmospheric Administration (NOAA) e gestito dal National Undersea Research Center (NURC) presso l'Università del Nord Carolina-Wilmington come base di studio di biologia marina. La NASA lo ha usato dal 2001 per una serie di missioni, di solito della durata dai 10 ai 14 giorni, con ricerche condotte dagli astronauti dello stesso ente. I membri dell'equipaggio sono stati chiamati Aquanauti ed effettuavano EVA in ambiente subacqueo. Per la NASA, l'Acquario ha offerto un ambiente ottimo per simulare la vita nello spazio.

## Missioni NEEMO
| Missione | Periodo              | Equipaggio NASA                                                                                | Equipaggio di supporto NURC                                          |
| -------- | -------------------- | ---------------------------------------------------------------------------------------------- | -------------------------------------------------------------------- |
| NEEMO 1  | 21-27 ottobre 2001   | - Bill Todd, Comandante - Michael Gernhardt - Michael López-Alegría - Dafydd Williams, CSA     | - Mark Hulsbeck - Ryan Snow                                          |
| NEEMO 2  | 13-20 maggio 2002    | - Michael Fincke, Comandante - Daniel Tani - Sunita Williams - Marc Reagan                     | - Thor Dunmire - Ryan Snow                                           |
| NEEMO 3  | 15-21 luglio 2002    | - Jeffrey Williams, Comandante - Gregory Chamitoff - Danny Olivas - Jonathan Dory              | - Byron Croker - Michael Smith                                       |
| NEEMO 4  | 23-27 settembre 2002 | - Scott Kelly, Comandante - Paul Hill - Rex Walheim - Jessica Meir                             | - James Talacek - Ryan Snow                                          |
| NEEMO 5  | 16-29 giugno 2003    | - Peggy Whitson, Comandante - Clayton Anderson - Garrett Reisman - Emma Hwang                  | - James Talacek - Ryan Snow                                          |
| NEEMO 6  | 12-21 luglio 2003    | - John Herrington, Comandante - Nicholas Patrick - Douglas Wheelock - Tara Ruttley             | - Craig Cooper - Joseph March - Marc Reagan, Direttore missione      |
| NEEMO 7  | ottobre 2004         | - Robert Thirsk, Comandante - Catherine Coleman - Mike Barratt - Craig McKinley                | - James Talacek - Billy Cooksey - William Todd, Mission Director     |
| NEEMO 8  | aprile 2005          | - Michael Gernhardt, Comandante - John Daniel Olivas - Scott Kelly - Monika Schultz            | - Craig Cooper - Joseph March - William Todd, Mission Director       |
| NEEMO 9  | 3-20 aprile 2006     | - Dafydd Williams, Comandante - Nicole Stott - Ronald Garan - Dr. Tim Broderick                | - James Buckley - Ross Hein - Marc Reagan, Direttore missione        |
| NEEMO 10 | 22-28 luglio 2006    | - Koichi Wakata, Comandante - Andrew Feustel - Karen Nyberg - Karen Kohanowich                 | - Mark Hulsbeck - Dominic Landucci - Marc Reagan, Direttore missione |
| NEEMO 11 | 16-27 settembre 2006 | - Sandra Magnus, Comandante - Timothy Kopra - Robert Behnken - Timothy Creamer                 | - Larry Ward - Roger Garcia - Marc Reagan, Direttore missione        |
| NEEMO 12 | 7-18 maggio 2007     | - Heidemarie Stefanyshyn-Piper, Comandante - José Hernandez - Josef Schmid - Timothy Broderick | - Dominic Landucci - James Talacek - Marc Reagan, Direttore missione |
| NEEMO 13 | 6-15 agosto 2007     | - Nicholas Patrick, Comandante - Richard Arnold - Satoshi Furukawa - Christopher E. Gerty      | - James Buckley - Dewey Smith - Marc Reagan, Direttore missione      |

## Da NEEMO 14
| Missione   | Periodo                   | Equipaggio NASA | Equipaggio di supporto NOAA Aquarius Reef Base              |
| ---------- | ------------------------- | --- | ----------------------------------------------------------- |
| NEEMO 14   | 10-23 maggio 2010         | - Chris Hadfield, Comandante - Thomas Marshburn - Andrew Abercromby - Steve Chappell                                            | - James Talacek - Nate Bender - Bill Todd, Mission Director |
| NEEMO 15   | 20-25 ottobre 2011        | - Shannon Walker, Comandante - David Saint-Jacques - Takuya Ōnishi - Steve Squyres                                              | - James Talacek - Nate Bender                               |
| NEEMO 16   | 11–22 giugno 2012         | - Dorothy Metcalf-Lindenburger, Comandante - Timothy Peake - Kimiya Yui - Steve Squyres                                         | - James Talacek - Justin Brown                              |
| SEATEST II | 9-13 settembre 2013       | - Joseph M. Acaba, Comandante - Kathleen Rubins - Andreas Mogensen - Soichi Noguchi                                             | - Mark Hulsbeck - Otto Rutten                               |
| NEEMO 18   | 21-29 luglio 2014         | - Akihiko Hoshide, Comandante - Jeanette Epps - Mark Vande Hei - Thomas Pesquet                                                 | - James Talacek - Hank Stark                                |
| NEEMO 19   | 7-13 settembre 2014       | - Randolph Bresnik, Comandante - Andreas Mogensen - Jeremy Hansen - Hervé Stevenin                                              | - Mark Hulsbeck - Ryan LaPete                               |
| NEEMO 20   | 20 luglio-3 agosto 2015   | - Luca Parmitano, Comandante - Serena Auñón - Norishige Kanai - David Coan                                                      | - Mark Hulsbeck - Sean Moore                                |
| NEEMO 21   | 21 luglio - 5 agosto 2016 | - Gregory Wiseman, Comandante 1 - Megan McArthur, Comandante 2 - Marc Ó Gríofa - Matthias Maurer - Noel Du Toit - Dawn Kernagis | - Hank Stark - Sean Moore                                   |
| NEEMO 22   | 18 - 27 giugno 2017       | - Kjell Lindgren, Comandante - Pedro Duque - Trevor Graff - Dominic D'Agostino                                                  | - Mark Hulsbeck - Sean Moore                                |
| NEEMO 23   | 10 - 19 giugno 2019       | - Samantha Cristoforetti, Comandante - Jessica Watkins - Shirley Pomponi - Csilla Ari D'Agostino                                | - Mark Hulsbeck - Tom Horn                                  |